# Coma diabetico
Il coma diabetico è una delle complicazioni più gravi del diabete ed è uno stato di perdita della coscienza causato dai disturbi metabolici.

## Tipi
Si distinguono due tipi di coma diabetico

### Iperglicemico
Provocato dall'eccessivo livello di zuccheri nel sangue, tipico del diabetico di tipo I che non sa di essere diabetico e spesso manifesta il coma come primo sintomo di rilievo.

### Ipoglicemico
Provocato dal livello troppo basso di zuccheri nel sangue, tipico del diabetico di tipo I che non ha eseguito correttamente la terapia insulinica. Vi è una rapida perdita di coscienza.

## Sintomi
La sintomatologia è rappresentata tra l'altro da:
- mal di stomaco
- nausee
- senso di sete
- sonnolenza
- tremore delle mani

## Cause
Il coma diabetico è causato dai disturbi metabolici che consistono nell'accumulo delle sostanze nocive che danneggiando la formazione reticolare, provocano il coma.

## Trattamento
Il pronto soccorso consiste prevalentemente nel consultare il medico e portare subito la persona diabetica in ospedale.

### Nel caso d'iperglicemia
- reidratare il paziente
- abbassare gradualmente il livello di zuccheri nel sangue
- controllare pressione, temperatura, equilibrio idro-elettrolitico

### Nel caso d'ipoglicemia
- sistemare il paziente in posizione laterale di sicurezza e chiamare l'ambulanza
- iniettare glucagone e in seguito somministrare glucosio
- controllare il livello di zuccheri nel sangue